# Байрам
Байра́м (турец. bairam — свято) — тюркська назва визначного релігійного свята. Термін «байрам» є складовою частиною назв двох найголовніших мусульманських свят: Рамазан-байрам і Курбан-байрам. Рамазан (ураза, кучук) -байрам («‘їд ал-фітр» арабів) — це свято розговіння на честь завершення місяця посту, починається 1 Шаввала (на початку жовтня). Курбан (буййук) -байрам («‘їд ал-адхв» арабів) — свято офірних (жертовних) тварин (на спомин про готовність Ібрагіма-Авраама принести сина в жертву Аллахові), починається з 10 Зуль-хіджжа (збігається із завершенням щорічного паломництва -хаджу до Мекки). Кожне зі свят триває 3–4 дні й супроводжується спеціальними молитвами, святковою трапезою, відвіданням могил предків та друзів, яким приносять подарунки. Бідним під час Рамазан-байраму роздають милостиню грішми, а під час Курбан-байраму — м’ясом свіжозабитих тварин, на що йде приблизно 2/3 м’яса кожної тварини. В Туреччині байрамом називають також християнське свято Пасхи. Під час святкування Б. зазвичай заборонялося ведення війни.